# Unione Sportiva Pistoiese 1950-1951
Questa voce raccoglie le informazioni riguardanti  l'Unione Sportiva Pistoiese nelle competizioni ufficiali della stagione 1950-1951.

## Rosa
| N. |                     | Ruolo | Calciatore      |
| -- | ------------------- | ----- | --------------- |
|    | Italia (bandiera)   | A     | P. Andena       |
|    | Italia (bandiera)   | C     | D. Bertolini    |
|    | Italia (bandiera)   | A     | F. Brando       |
|    | Italia (bandiera)   | A     | Cesare Cecchi   |
|    | Italia (bandiera)   | A     | Alfredo Colombo |
|    | Ungheria (bandiera) | A     | I. Ferenci      |
|    | Italia (bandiera)   | A     | M. Granetrietti |
|    | Italia (bandiera)   | C     | B. Nardi        |

| N. |                   | Ruolo | Calciatore  |
| -- | ----------------- | ----- | ----------- |
|    | Italia (bandiera) | D     | R. Nerozzi  |
|    | Italia (bandiera) | P     | M. Nesti    |
|    | Italia (bandiera) | C     | Dante Petri |
|    | Italia (bandiera) | A     | R. Riccardi |
|    | Italia (bandiera) | A     | P. Rinaldi  |
|    | Italia (bandiera) | D     | O. Sardi    |
|    | Italia (bandiera) | P     | Q. Sessi    |